# Carambuche
Carambuche är en ort i Mexiko.   Den ligger i kommunen Comondú och delstaten Baja California Sur, i den västra delen av landet, 1 500 km nordväst om huvudstaden Mexico City. Carambuche ligger 136 meter över havet och antalet invånare är 140.
Terrängen runt Carambuche är huvudsakligen lite kuperad. Carambuche ligger nere i en dal. Runt Carambuche är det mycket glesbefolkat, med 3 invånare per kvadratkilometer. Det finns inga andra samhällen i närheten. Omgivningarna runt Carambuche är i huvudsak ett öppet busklandskap.